# Kemo Dukla Trencin/Saison 2015
Dieser Artikel listet Erfolge und Fahrer des Radsportteams Kemo Dukla Trencin in der Saison 2015 auf.

## Erfolge in der UCI Europe Tour
| Datum        | Rennen                        | Kat. | Sieger       |
| ------------ | ----------------------------- | ---- | ------------ |
| 13. Juni     | 3. Etappe Slowakei-Rundfahrt  | 2.2  | Maros Kovac  |
| 30. August   | 1. Etappe Bulgarien-Rundfahrt | 2.2  | Patrik Tybor |
| 1. September | 3. Etappe Bulgarien-Rundfahrt | 2.2  | Patrik Tybor |

## Abgänge – Zugänge
| Zugänge                           | Team 2014           | Abgänge       | Team 2015            |
| --------------------------------- | ------------------- | ------------- | -------------------- |
| Martin Dubeň                      | Epic Janom Greenway | Erik Baška    | AWT greenway         |
| Milan Holomek                     | Epic Janom Greenway | Mário Daško   | Cycling Academy Team |
| Juraj Lajcha                      | Epic Janom Greenway | Ľuboš Malovec | Cycling Academy Team |
| Renzo Zanelli                     | Neoprofi            |               |                      |
| Matej Krajicek (ab 1. September)  | Neoprofi            |               |                      |
| Andrej Strmiska (ab 1. September) | Neoprofi            |               |                      |

## Mannschaft
| Name            | Geburtstag         | Nationalität |
| --------------- | ------------------ | ------------ |
| Roman Broniš    | 17. Oktober 1976   | Slowakei     |
| Martin Duben    | 14. März 1995      | Slowakei     |
| Milan Holomek   | 11. September 1995 | Slowakei     |
| Matej Jurčo     | 8. August 1984     | Slowakei     |
| Maroš Kováč     | 11. April 1977     | Slowakei     |
| Matej Krajicek  | 27. Dezember 1994  | Slowakei     |
| Juraj Lajcha    | 6. Februar 1994    | Slowakei     |
| Martin Mahdar   | 31. Juli 1989      | Slowakei     |
| Andrej Strmiska | 22. Oktober 1996   | Slowakei     |
| Filip Taragel   | 19. Mai 1992       | Slowakei     |
| Patrik Tybor    | 16. September 1987 | Slowakei     |
| Renzo Zanelli   | 3. Juni 1988       | Italien      |